# Чен Чао-ань
Чен Чао-ань (кит.: 陳昭安; нар. 22 червня 1995, Тайчжун, Тайвань) — тайваньський футболіст, нападник клубу «Тайпавер» та національної збірної Тайваню.

## Ранні роки
З дитинства грав у футбол зі своїм старшим братом Чень Дінвеєм. Згодом під керівництвом Лю Хеньляна, місцевого тренера початкової школи Цзяньшань у Тоуфені, поступово розкрив свій футбольний талант. Піж час навчання у молодшій школи, переїхав до сусіднього міста Тайчжун, щоб навчатися в місцевій відомій футбольній школі Вища школа молоді Лімінг. Після закінчення середньої школи вступив до школи «Тайчунг Хуйвень», де грав у шкільній футбольній команді. Став головним центром атаки команди середньої школи Хуйвеня, відзначився понад 20-ма голами у чемпіонаті команд середньої школи та здобув титул найкращого бомбардира чемпіонату.
Навчався в Тайванському спортивному університеті, де приєднався до уніерситетської футбольної команди.
У 2014 році на Міжнародному східноазіатському міському футбольному турнірі за запрошеннями у Тайчжуні проти «Тайчжун» (друга команда, що складається з членів Тайванського спортивного університету) Чен Чао-ань відзначився 1-м голом й допоміг «Тайчжуну» (команда A) перемогти з рахунком 4:0.
На Універсіаді в Кванджу 2015 року, Чен Чао-ань представляв Китайський Тайбей. Незважаючи на те, що він відзначився голом у ворота Південної Кореї, країни-господарки, команда з Тайваню програла з рахунком 1:3. Однак вище вказаний гол став першим для Китайського Тайбею на Всесвітній Універсіаді.

## Клубна кар'єра
На початку 2014 року Чень Чжаоань поїхав до Китаю, щоб взяти участь у перегляді молодіжного складу клубу китайської Суперліги «Чанчунь Ятай». Згодом, у травні, за домовленістю Чжао Жунжуя з Тайванського спортивного університету, Чень Шенвей та воротаря Цай Шуочже відправився на двотижневий перегляд до представника Джей ліги 2 «Роассо Кумамото». Також побував не перегляді в іншому японському клубі «Ехіме» й, незважаючи на те, що перегляд завершився вдало, він так і не підписав професіональний договір.
Перший професіональний контракт уклав 2014 року, після завершення Кубку Східної Азії. У грудні того ж року скаут Ден Мінхуей привів шістьох людей, у тому числі Лай Чжисюань, Чень Чжаоань, Вен Вейпіня, Чен Вейцюань, Ву Чунчинг, Су Децай, на футбольну китайську тренувальну базу Іян для участі в перегляді клубі Першої ліги Китаю Хунань Сянтао. Після завершення перегляду Ву Цзюньціна та Чен Чао-ань підписали професіональні контракти.
25 лютого 2015 року, коли Чень Чжаоань супроводжував команду до Туреччини на виїзний збір. Грав на позиції півзахисника в переможному (6:1) товариському поєдинку проти клубу австрійської регіональної ліги ЕСВ «Велс» та відзначився 1-м голом. Завдяки цьому Чен Чао-аня включили до списку з 28 гравців з першої команди 2015 року. Це був його перший запис у реєстр першої команди «Хенань Циндао», де став другим наймолодшим у гравцем команди.
Наприкінці 2018 року залишив «Хунань» та повернувся на Тайвань, щоб приєднатися до «Тайчунг Футуро». Допоміг команді виділитися на кваліфікаційному турнірі Тайванської корпоративної ліги 2019 року та вийти до Першої ліги Тайваню.

## Кар'єра в збірній
Виступав за юнацькі збірні Китайського Тайбею U-16 та U-19, представляв олімпійську збірну Китайського Тайбею (U-23) у кваліфікації чемпіонату Азії (U-23) 2016. Збірна Китайського Тайбею (U-23) посіла третє місце в групі не змогла вийти до наступного раунду.
Залишався основним нападником під час футбольних матчів Азійських ігор-2018.
Виступає за національну збірну Китайського Тайбею.

## Статистика виступів

### У збірній

#### По роках
| Китайський Тайбей                     | Китайський Тайбей | Китайський Тайбей | Китайський Тайбей |
| Рік                                   | Матчі             | Голи              |                   |
| ------------------------------------- | ----------------- | ----------------- | ----------------- |
| 2015                                  | 3                 | 0                 |                   |
| 2016                                  | 8                 | 1                 |                   |
| 2017                                  | 3                 | 1                 |                   |
| 2018                                  | 8                 | 0                 |                   |
| 2019                                  | 5                 | 0                 |                   |
| 2021                                  | 3                 | 0                 |                   |
| Загалом                               | 30                | 2                 |                   |
| Останнє оновлення 15 червня 2021 року |                   |                   |                   |

| Китайський Тайбей (U-23)              | Китайський Тайбей (U-23) | Китайський Тайбей (U-23) | Китайський Тайбей (U-23) |
| Рік                                   | Матчі                    | Голи                     |                          |
| ------------------------------------- | ------------------------ | ------------------------ | ------------------------ |
| 2015                                  | 3                        | 0                        |                          |
| Загалом                               | 3                        | 0                        |                          |
| Останнє оновлення 10 червня 2017 року |                          |                          |                          |

#### Голи за збірну
Рахунок та результат збірної Китайського Тайбею в таблиці подано на першому місці.
| №  | Дата             | Місце                                  | Суперник | Рахунок | Результат | Змагання                                               |
| -- | ---------------- | -------------------------------------- | -------- | ------- | --------- | ------------------------------------------------------ |
| 1. | 19 березня 2016  | Муніципальний стадіон, Тайбей, Тайвань | Гуам     | 1–0     | 3–2       | Товариський матч                                       |
| 2. | 9 листопада 2016 | Монг Кок, Монг Кок, Гонконг            | Гонконг  | 2–4     | 2–4       | перший раунд кваліфікації чемпіонату Східної Азії 2017 |
| 3. | 10 червня 2017   | Джалан Бесар, Калланг, Сінгапур        | Сінгапур | 2–1     | 2–1       | кваліфікація кубку Азії 2019                           |
| 4. | 29 серпня 2019   | Національний стадіон, Гаосюн, Тайвань  | Гуам     | 2–0     | 3–0       | Товариський матч                                       |